# 邁克爾山
57°48′S 26°28′W / 57.800°S 26.467°W
邁克爾山（英語：Mount Michael），是南極洲的山峰，位於南桑威奇群島的桑德斯島，海拔高度805米，在1775年由詹姆斯·庫克率領的英國探險隊發現，由英國海外領土管轄。